# (33748) 1999 PP4
1999 PP4 (asteroide 33748) é um asteroide da cintura principal. Possui uma excentricidade de 0.08691350 e uma inclinação de 6.55306º.
Este asteroide foi descoberto no dia 15 de agosto de 1999 por John Broughton em Reedy Creek.